# Вальтер Гесс
Вальтер Гесс (нім. Walter Rudolf Hess; 17 березня 1881, Фрауенфельд, Швейцарія — 12 листопада 1973, Локарно, Швейцарія) — швейцарський фізіолог, доктор медицини (1906), дослідник мозку, Нобелівський лауреат 1949 року.

## Коротка біографія
Вальтер Рудольф Гесс народився 17 березня 1881 року в Фраунфельді, Швейцарія. Його батько був вчителем фізики. Вальтер навчався у гімназії. Як медик-студент він відвідав Лозанну, Берн, Берлін, Кіль та Цюрих. В Університеті Цюриха йому присуджено науковий ступінь доктора медицини (1906 рік) після захисту дисертації на тему «Робота серця в залежності від в'язкості крові» (нім. Zum Thema Viskosität des Blutes und Herzarbeit) .